# أنتوني يونغ (لاعب كرة قدم أمريكية)
أنتوني يونغ (بالإنجليزية: Anthony Young)‏ هو لاعب كرة قدم أمريكية أمريكي، ولد في 8 أكتوبر 1963 في كولومبيا في الولايات المتحدة.

## وصلات خارجية
- أنتوني يونغ على موقع مرجع كرة القدم المحترفة.كوم (الإنجليزية)